# Schwarzbrauner Trauerfalter

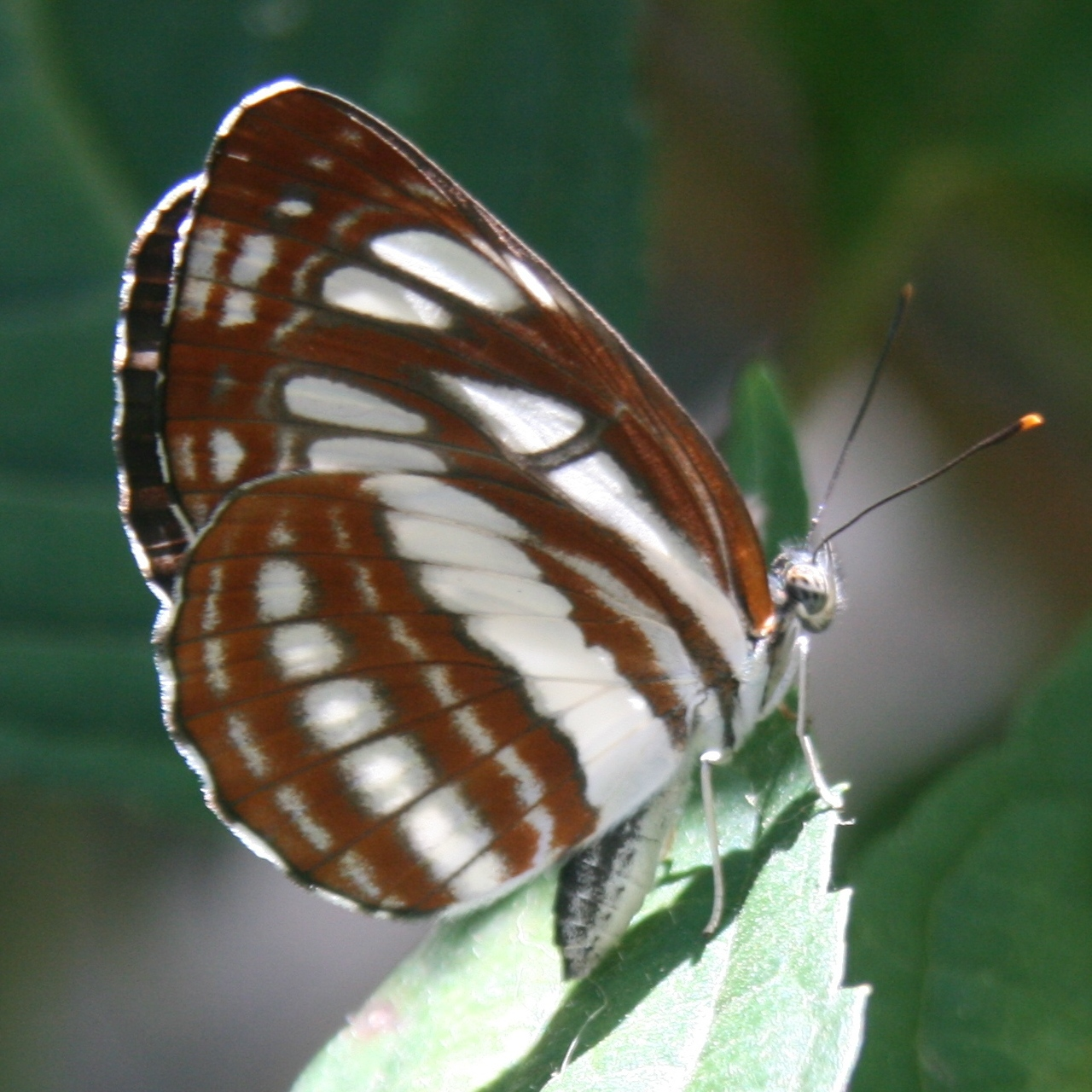
Schwarzbrauner Trauerfalter (Neptis sappho)

Der  Schwarzbraune Trauerfalter  (Neptis sappho, Syn.: Neptis aceris) ist ein Schmetterling (Tagfalter) aus der Familie der Edelfalter (Nymphalidae). Er ist die einzige Art gleitender Tagfalter, die in Europa heimisch ist. Andere Gleitflieger sind eher aus Westafrika oder Südostasien bekannt.

## Merkmale

### Imago
Die Falter erreichen eine Flügelspannweite von 40 bis 46 Millimetern. Die Flügeloberseite der Vorderflügel ist schwarz oder schwarzbraun gefärbt mit einer Binde aus weißen Flecken. Zwei weiße, keilförmige Flecke finden sich außerdem zwischen der Binde und der Flügelwurzel. Die Unterseite ist rostbraun und zeigt ansonsten die gleichen weißen Zeichnungen wie die Oberseite. Die Flügeloberseite der Hinterflügel ist ebenfalls schwarz oder schwarzbraun gefärbt mit einer breiten inneren und einer schmalen äußeren, jeweils weißen Binde, die nur durch die dunklen Adern durchbrochen werden. Im Unterschied zur sehr ähnlichen Art Schwarzer Trauerfalter (Neptis rivularis) und zum ähnlichen Kleinen Eisvogel (Limenitis camilla) ist die weiße Zeichnung ausgedehnter und auf den Hinterflügeln zweireihig. Die Flügel schillern nicht, wodurch sich der Falter außerdem vom Blauschwarzen Eisvogel (Limenitis reducta) unterscheidet. Die Unterseite ist rostbraun und zeigt wiederum die weiße Zeichnung der Oberseite, ist jedoch etwas heller als bei rivularis.

### Ei
Das Ei ist von grüner Farbe, hat sechseckige Zellen und ist kurz beborstet.

### Raupe
Die Raupe ist bräunlich gefärbt, hat eine weiße Rückenlinie und mehrere Höcker. Auf dem letzten Segment ist eine hellgraue Sattelzeichnung zu erkennen.

### Puppe
Die Puppe ist in der Grundfärbung hellbraun gefärbt, besitzt einige goldene Punkte, ist gedrungen und seitlich ausladend. Die Zeichnungsanlagen der Flügel scheinen kurz vor dem Schlüpfen durch.

## Ähnliche Arten
- Blauschwarzer Eisvogel (Limenitis reducta)
- Kleiner Eisvogel (Limenitis camilla)
- Schwarzer Trauerfalter (Neptis rivularis)

## Vorkommen
Der Schwarzbraune Trauerfalter ist eine südosteuropäisch-asiatische Art. Im deutschsprachigen Raum kommt sie in Österreich und hier bevorzugt in Niederösterreich, dem Burgenland, Kärnten  und der Steiermark vor. Die weitere Verbreitung ostwärts erstreckt sich von Tschechien über Russland, Indien, Thailand und China bis nach Japan. Die Art lebt bevorzugt in feuchten, lichten Laubwäldern, auf Lichtungen und an Waldrändern.

## Lebensweise
Die Falter saugen nicht an Blüten, sondern in erster Linie an feuchten Bodenstellen. Sie fliegen langsam und schwebend und ruhen nur kurz auf Büschen. Bei seinen Gleitflügen kann man seine Flügelzeichnung ausgezeichnet sehen. Die Weibchen legen die Eier einzeln auf den Blättern der Futterpflanzen ab. Die jungen Raupen fressen die Blätter so an, dass deren äußere Teile herunter hängen. Sie überwintern fast erwachsen und verpuppen sich im Frühjahr.

### Nahrung der Raupen
Die Raupen ernähren sich vor allem von den Blättern von Frühlings-Platterbse (Lathyrus vernus), Schwärzender Platterbse (Lathyrus niger) und Gewöhnlicher Robinie (Robinia pseudoacacia).

### Flug- und Raupenzeiten
Die Falter fliegen in zwei Generationen, von Anfang Mai bis Anfang Juni in der ersten sowie von Ende Juni bis Mitte September in der zweiten Generation. Die Raupen findet man ab August und nach der Überwinterung bis zum Mai des folgenden Jahres in der ersten Generation und im Sommer in der zweiten Generation.

## Gefährdung und Schutz
Die Art ist in Deutschland nicht heimisch, weshalb auf eine Klassifizierung auf der Roten Liste gefährdeter Arten verzichtet wird. In örtlich begrenzten Arealen ist sie recht häufig anzutreffen.